# Kerron Stewart
Kerron Stewart, född den 16 april 1984 i Kingston, är en jamaicansk friidrottare som tävlar i kortdistanslöpning. 
Stewarts genombrott kom vid VM för ungdomar 2001 där hon blev tvåa på 100 meter. Året efter slutade hon på fjärde plats vid junior-VM på hemmaplan i Kingston. Hon deltog även vid VM 2007 i Osaka där hon gick till final på 100 meter men slutade på sjunde plats. Hon sprang även i det stafettlag på 4 x 100 meter som slutade på andra plats efter USA. 
Vid Olympiska sommarspelen 2008 deltog hon på både 100 meter och på 200 meter. På 100 meter blev hon silvermedaljör på tiden 11,06 och på 200 meter blev hon bronsmedaljör på tiden 22,00.
Vid Golden League-tävlingen i Rom den 10 juli 2009 sprang hon 100 meter på 10,75. Det var då den snabbaste tiden sedan Marion Jones sprang på samma tid 2000. Det placerar henne då även som femma genom alla tider efter Florence Griffith-Joyner, Jones, Christine Arron och Merlene Ottey.
Efter att ha vunnit fyra raka segrar i Golden League var hon en av stor favoriterna till guldet vid VM 2009. Men väl där räckte hennes 10,75 bara till en andra plats bakom landsmannen Shelly-Ann Fraser som vann på tiden 10,73.

## Personliga rekord
- 100 meter - 10,75
- 200 meter - 21,99